# Marlboro Village
Marlboro Village es un lugar designado por el censo ubicado en el condado de Prince George en el estado estadounidense de Maryland. En el Censo de 2010 tenía una población de 9.438 habitantes y una densidad poblacional de 934,13 personas por km².

## Geografía
Marlboro Village se encuentra ubicado en las coordenadas 38°49′50″N 76°46′11″O / 38.83056, -76.76972. Según la Oficina del Censo de los Estados Unidos, Marlboro Village tiene una superficie total de 10.1 km², de la cual 9.99 km² corresponden a tierra firme y (1.1%) 0.11 km² es agua.

## Demografía
Según el censo de 2010, había 9.438 personas residiendo en Marlboro Village. La densidad de población era de 934,13 hab./km². De los 9.438 habitantes, Marlboro Village estaba compuesto por el 6.98% blancos, el 87.71% eran afroamericanos, el 0.36% eran amerindios, el 0.91% eran asiáticos, el 0.04% eran isleños del Pacífico, el 1.65% eran de otras razas y el 2.34% pertenecían a dos o más razas. Del total de la población el 3.88% eran hispanos o latinos de cualquier raza.